# Саррюс, Пьер Фредерик
Пьер Фредерик Саррюс (фр. Pierre-Frédéric Sarrus; 10 марта 1798, Сент-Африк, департамент Аверон — 20 ноября 1861) — французский математик.
Вырос без отца, посредственно учился в школе, испытывая особенные трудности с дисциплиной. Интересовался математикой и медициной, однако для получения медицинского образования требовалось заверенное мэром города «свидетельство о надлежащем поведении». Как сторонник протестантизма и бонапартизма Саррюс его не получил и поступил на факультет естественных наук, окончив его со специализацией в математике в 1821 году. С 1826 году он преподавал в Страсбургском университете, с 1829 года был профессором, в 1839—1852 годы деканом. В 1858 году по болезни вышел в отставку.
Саррюс опубликовал ряд работ в «Журнале чистой и прикладной математики» Жозефа Лиувилля.
Исследования Саррюса в основном касаются вариационного исчисления и механических частей, сформулировал теорию уравнений. Он является автором нескольких математических трактатов, в частности, о решении числовых уравнений с несколькими неизвестными (1842 год), о кратных интегралах и условиях их интегрируемости, об определении орбит комет. За одну из его работ по вариационному исчислению получил гран-при Французской академии наук в 1843 году. Это простое мнемоническое правило, известное сейчас как правило Саррюса, для расчёта определителя матрицы третьего порядка.
Также он является автором первого механизма, преобразующего ограниченное движение по окружности в прямолинейное движение без использования направляющих.